# Hillman Periodicals

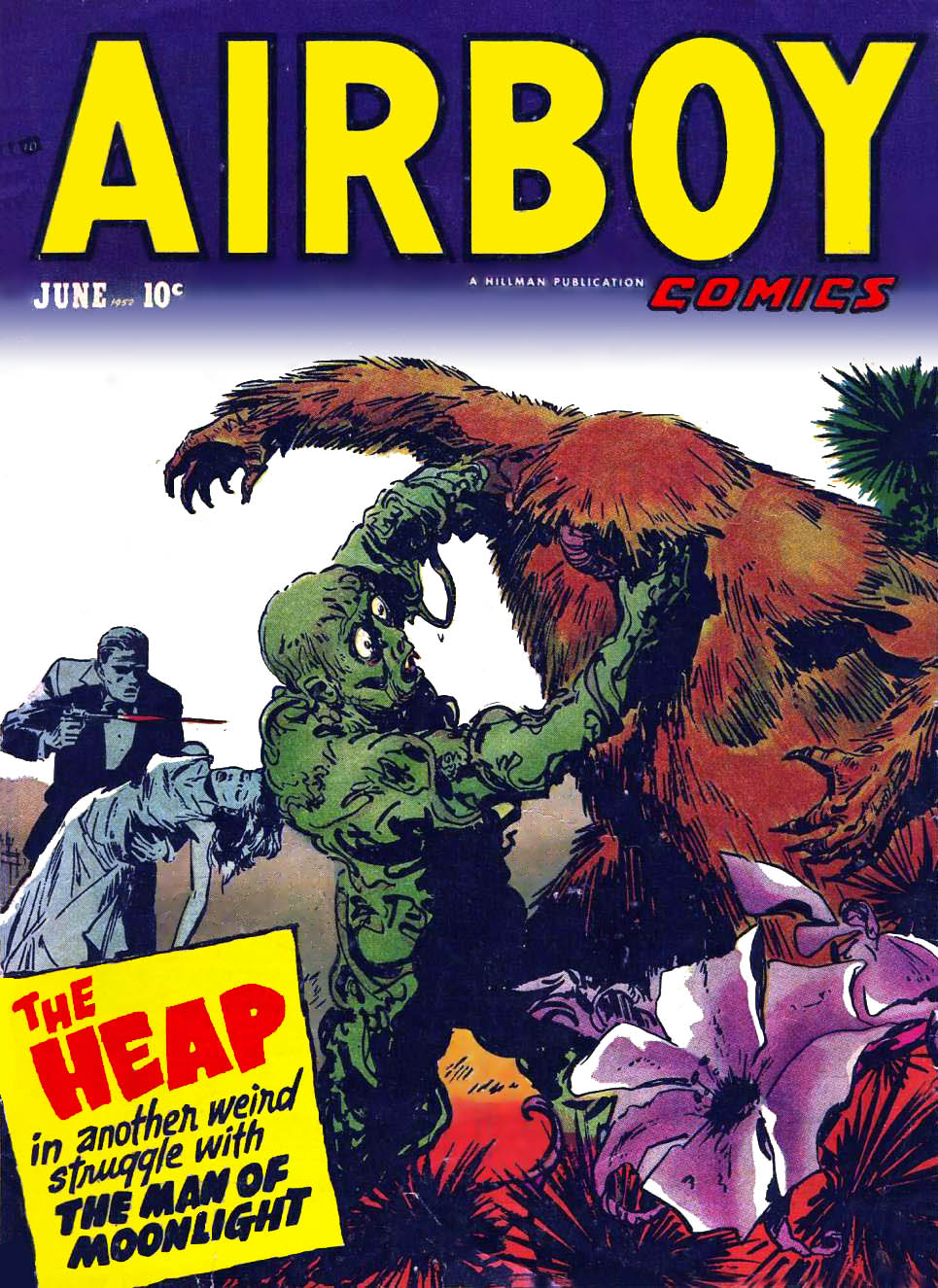
Airboy est un band dessinée édité par Hillman Periodicals

Hillman Periodicals est une maison d'édition américaine de comic books et de magazines fondée en 1938 et disparue en 1961 (1953 pour les bandes dessinées).

## Séries publiées
- Rocket Comics (1940)
- Miracle Comics (1940)
- Victory Comics (1941)
- Air Fighters Comics (1941) devient en 1945 Airboy Comics
- Clue Comics (1943) devient en 1947 Real Clue Crime Stories
- Punch and Judy Comics (1944)
- My Date Comics (1947)
- Crime Detective Comics (1948)
- Dead-Eye Western Comics (1948)
- Real Sports Comics (1948) devient la même année All Sports Comics changé en 1949 en All-Time Sports Comics
- Western Fighters
- Joe College (1949)
- Romantic Confessions (1949)
- Pirates Comics (1950)
- Crime Must Stop (1952)
- Frogman Comics (1952)
- Hot Rod and Speedway Comics (1952)
- Monster Crime Comics (1952)
- Top Secret (1952)

## Documentation
- (en) Hillman sur la Grand Comics Database.
- (en) Mike Benton, « Hillman Periodicals », The Comics Book in America. An Illustrated History, Dallas : Taylor Publishing Company, 1989, p. 129.